# Not Too Late
Not Too Late è il terzo album della cantante e pianista Norah Jones, distribuito nel 2007. L'album ha venduto in tutto il mondo più di 4 milioni e mezzo di copie e ha confermato la cantante come una delle poche interpreti Jazz che riscuotono un così grande successo di vendite.

## Tracce
1. "Wish I Could" (Norah Jones, Lee Alexander)
2. "Sinkin' Soon" (Alexander, Jones)
3. "The Sun Doesn't Like You" (Jones, Alexander)
4. "Until the End" (Jones, Alexander)
5. "Not My Friend" (Jones)
6. "Thinking About You" (Jones, Ilhan Ersahin)
7. "Broken" (Jones, Alexander)
8. "My Dear Country" (Jones)
9. "Wake Me Up" (Jones, Alexander)
10. "Be My Somebody" (Jones)
11. "Little Room" (Jones)
12. "Rosie's Lullaby" (Jones, Daru Oda)
13. "Not Too Late" (Jones, Alexander)
14. "2 Men" (Jones, Alexander) (Japan bonus track)

### Deluxe Edition (CD e DVD)
1. "Thinking About You" – music video
2. "Sinkin' Soon" – music video
3. "Until the End" – music video
4. "Thinking About You" – Making of....
5. "Sinkin' Soon" – Making of....
6. "Live Performances" – filmato a Burbank (California), nel novembre 2006
7. "12 minutes interview" – with Norah Jones

## Analisi Track By Track
Not Too Late è un disco al tempo stesso molto intimo e molto sperimentale: è il primo album, infatti, in cui Norah Jones non utilizza cover di altri cantanti, ma scrive e canta pezzi completamente suoi. Nei testi si legge meno romanticismo e più introspezione malinconica rispetto agli altri due lavori, e ogni canzone ha il suo significato poetico.

### Wish I Could
Il disco si apre con una dolce ballata a proposito di una donna che ha perso tanti anni prima il suo uomo a causa di una guerra. Cantata quasi totalmente con l'accompagnamento di una chitarra e di un violino, è una riflessione amara su come i posti in cui ci si reca con la persona amata, un tempo bellissimi, diventino tristi e spenti, e su come "l'amore in tempi di guerra non sia rispettato".

### Sinkin' Soon
Probabilmente la canzone più spiritosa dell'album, è la parodia di una filastrocca sul mondo marinaresco. Oltre all'orchestra principale, a suonare sono anche oggetti come stoviglie, pentole e teiere. Secondo singolo estratto dall'album, il suo video vedeva Norah ballare con degli oggetti animati con la tecnica di stop-motion. Norah Jones ama raccontare che durante le sessioni di registrazione di questa canzone la sua teiera venne distrutta.

### The Sun Doesn't Like You
Una traccia particolarmente country che Norah Jones dedica al Texas, terra dove ha trascorso la sua gioventù, e alle promesse non mantenute che essa le ha fatto. Presenti molte chitarre che creano un'atmosfera molto epica, che rimanda direttamente alle usanze di questa terra.

### Until the End
Terzo e ultimo singolo estratto dall'album, Until the end è la canzone che più rimanda allo stile consueto di Norah Jones, ricordando nel sound canzoni quali Come Away With Me. Essa è dedicata al padre (prima strofa) e alla madre (seconda strofa), al rapporto estremamente diverso che la cantante ha avuto con loro, fatto di grosse contraddizioni in termini affettivi. Nel video Norah passeggia in un magnifico bosco autunnale.

### Not My Friend
Brano estremamente sperimentale cantato completamente in falsetto con un minimo accompagnamento strumentale che crea un'atmosfera alienata e dolorosa. Nel testo si fa riferimento a una persona probabilmente amata che però è capace di creare molto dolore "come i ragazzi che prendono in giro a scuola", con la drammatica constatazione che non si possa stare insieme a causa di questo.

### Thinking About You
È il singolo di lancio dell'album. Una traccia spensierata e leggera suonata con l'orchestra al completo, che tratta del bisogno di avere qualcuno che pensi a noi. Nel video, Norah interpreta una scolaretta costretta a cantare davanti a una platea, e ai suoi pensieri si accavallano di continuo quelli delle persone a cui pensa.

### Broken
Un altro brano sperimentale, che prevede l'utilizzo di una chitarra acustica nell'accompagnamento musicale, anche stavolta minimo ma più studiato e d'atmosfera. In esso si descrive un vagabondo cantante che trova nella musica una ragione di vita, nonostante la sua voce provata dagli anni.

### My Dear Country
Brano dai toni volutamente lugubri e dal sound che rimanda alle "Danze Macabre" della musica classica. In questa canzone, Norah Jones esprime il suo punto di vista sulla politica, dicendo che esistono cose più spaventose di Hallowe'en (il giorno delle elezioni è generalmente due giorni dopo).

### Wake me Up
Canzone semplice e malinconica, dalle sonorità jazz compatte, vi si descrive la volontà di scappare dai problemi della vita e di svegliarsi solo nel momento in cui essi siano finiti.

### Be My Somebody
Si tratta della canzone più groovy e ritmata dell'album, con un ritmo quasi ballabile che ricorda le vecchie orchestrine jazz. Norah canta una dichiarazione d'amore in piena regola. La cantante ha raccontato che l'idea per questa canzone le è venuta in mente per puro caso mentre guardava in tv un film, che tuttavia non c'entra niente con la canzone, né per quanto riguarda la colonna sonora né per le tematiche.

### Little Room
Simpaticissima e breve canzone dall'accompagnamento minimo ma molto piacevole. Nel testo si invita a giocare nella propria "piccola stanza". Da notare che ad un certo punto Norah smette di cantare e... fischia!

### Rosie's Lullaby
Con Until The End, è la canzone che più si avvicina allo stile proprio di Norah Jones. L'orchestra al completo accompagna la cantante in un brano delicato e malinconico, una ninna nanna dedicata ad una ragazza sognatrice e triste che apparentemente si suicida annegandosi.

### Not Too Late
La title track chiude l'album, e si tratta di un brano semplice (cantato solo sulla base di un piano). In esso si racconta di come, nonostante tutte le avversità, non si smetta mai di amare.